# 伊瓦什科維齊亞
48°26′37″N 22°57′48″E / 48.44361°N 22.96333°E
伊瓦什科維齊亞（烏克蘭語：Івашковиця）是烏克蘭西部的村莊，隸屬外喀爾巴阡州的胡斯特區。該村面積1.15平方公里，海拔高度444米，2001年人口348，人口密度每平方公里302.35人。